# Domérat
Domérat es una comuna francesa situada en el departamento de Allier, en la región de Auvernia-Ródano-Alpes.

## Demografía
| 5685 | 5725 | 7139 | 8534 | 8875 | 8812 | 8698 |
| Para los censos de 1962 a 1999 la población legal corresponde a la población sin duplicidades (Fuente: INSEE [Consultar]) |      |      |      |      |      |      |